# Župnija Piran
Župnija Piran (latinsko Paroecia Sancti Georgii Pirani) je rimskokatoliška teritorialna župnija dekanije Koper, ki je sestavni del škofije Koper.
Ker je v župniji tudi italijanska skupnost, se za italijanske vernike redno opravlja bogoslužje v njihovem jeziku, ob velikih praznikih pa se obhaja maša dvojezično.

## Zgodovina
Prvi sledovi cerkvene dediščine v Piranu so iz 6. stoletja. Že zelo zgodaj je bil Piran župnija, ki je zajemala številne okoliške kraje. 
Prve župnije na območju koprske škofije so nedvomno nastale v obalnih mestih in v njihovem neposrednem zaledju, tako v Kopru pri stolnici Marijinega vnebovzetja, v Piranu pri cerkvi sv. Jurija, ki je izpričana že v listinah iz let 968 in 974.
Bula papeža Janeza XIX. iz leta 1024 je pomembna tudi zato, ker 
se v njej poleg pisne omembe piranske župnije in tiste v Umagu, ki je sicer znana že iz darovnice kralja 
Huga tržaškemu škofu iz leta 929, omenja se tudi župnija v Sečovljah (in plebibus, precipue 
Piriani, Humagi scilicet et Sitiole), okoli katere se je poldrugo stoletje pozneje vnel spor 
med koprskimi in tržaškimi kanoniki. Leta 1082 je namreč tržaški škof Heribert (Eriberto) koprskemu 
župniku in duhovščini cerkve Marije Device v Kopru podelil župnijo sv. Mavra v Izoli 
(plebanatum sancti Mauri de villa Insulae) s štiridesetino in drugimi dohodki. Leta 1173 je »koprski in tržaški škof« Bernard 
(Wernardo) na prošnjo piranskega župnika cerkvi sv. Jurija in njeni duhovščini podelil štiridesetine 
v Kaštelu (Castel-Venere), čeprav naj bi te v resnici pripadale škofiji v Novigradu.

17. oktobra 1977 je papež Pavel VI. z bulo Prioribus saeculi (V prvih letih) apostolsko administraturo za Slovensko primorje ukinil ter obnovil staro koprsko škofijo, na celotnem ozemlju dotedanje administrature, ter jo pridružil slovenski (ljubljanski) cerkveni pokrajini kot sufragansko škofijo ljubljanske nadškofije. Tedaj je bil škof Janez Jenko imenovan za (prvega) koprskega rezidencialnega škofa.
Po ratifikaciji meddržavnih Osimskih sporazumov, ki so stopili v veljavo oktobra 1977, je bila obnovljena škofija povečana še s tistimi deli goriške nadškofije in reške škofije (okoli Ilirske Bistrice), ki so ostali v Sloveniji.

## Sakralni objekti
Največ piranskih cerkva je nastalo v 13. in 14. stoletju. Kot je zapisal koprski škof Paolo Naldini v svojem cerkvenem krajepisu (1700), je »sveti žar krščanske pobožnosti botroval povečanju številu cerkva na tako majhnem območju«. Po doslej znanih podatkih je Piran imel samostan in več kot 23 cerkva ter številne kapelice, ki so se skozi stoletja spreminjale ali pa se zlile z okoliško arhitekturo.
Do danes so se ohranile:
|  | Register kulturne dediščine 1-00516 |

|  | Register kulturne dediščine 1-03874 |

|  | Register kulturne dediščine 1-03875 |

|  | Register kulturne dediščine 1-00515 |

|  | Register kulturne dediščine 1-00517 |

|  | Register kulturne dediščine 1-03877 |

|  | Register kulturne dediščine 1-03878 |

|  | Register kulturne dediščine 1-03879 |

### Nekdanje cerkve
| Slika                     | Cerkev            | Kraj/lokacija         |
| ------------------------- | ----------------- | --------------------- |
| Klikni za spremembo slike | cerkev sv. Donata | Piran, Prvomajski trg |